# 葉錦龍
葉錦龍（よう きんりゅう、英語: Sam Yip Kam-lung、粤拼: jip6 gam2 lung4、1987年8月24日 - ）は、香港の民主派政治家、元香港中西区区議会議員、市民団体「西環飛躍動力」召集人、自決派、ネットラジオパーソナリティ、司会、ステージ通訳、イベント制作マネージャー、日中通訳者、ACGHK（香港動漫電玩節）顧問。

## 来歴

### 生い立ち
香港・西営盤生まれ。両親は中国大陸出身者で、文化大革命を逃れて香港に密入境し、永住権を取得している。
中学・高校は名門男子校である 英皇書院 に進学した。高校では日本のアニメや漫画に対する興味から日本語を学習し、日本語能力試験2級に合格した。中学校では香港の歴史に関心を抱き、「本土」意識を持った。また、皇后碼頭保存運動を機に社会運動に参加するようになった。
その後は航空整備士の専門学校に進学し、学費を稼ぐために日本のアニメ関連のコンサート企画・制作会社で日中通訳のアルバイトを行った。
2014年には大規模な民主化運動である雨傘運動に参加し、デモ参加者を束ねるバリケードのリーダーになった。雨傘運動を契機に政治活動を開始し、その傍で大学の学位を取得し、日本語能力試験1級に合格した。

## 政治
雨傘運動後、劉偉德、伍永德とともに「西環飛躍動力」を結成した。
2015年香港区議会議員選挙では中西区から立候補し、1,336票(41.31%)を獲得したが、現職の陳財喜に敗れ落選した。
2016年2月、葉はほか6人と共に、朝光街に西柚弁公室を開き、2017年6月までの約1年半のあいだ、「影の区議会」として区議会を監視しつつコミュニティのサポートを行った。
2019年9月1日、西環自宅前の警察署前で、公務執行妨害罪と器物破損の疑いで逮捕された。1年後の2020年10月に再び逮捕・起訴されたが、1年間の裁判ののち、2021年11月に無罪判決を下された。
2019年香港区議会議員選挙では中西区から立候補し、3,073票(55.27%）を獲得し、現職の陳財喜を破り初当選を果たした。
2020年5月24日、香港警察に逮捕され、その際に頭部や手足に打撲や傷を受けて入院した。48時間の勾留の末、釈放された。
2020年10月、香港民主派団体連盟「民間人権陣線」副召集人に就任した。しかし、国家安全維持法の圧力を受けて、民陣解散直前の3月に副召集人を辞任した。なお、同年8月に民陣は解散し、同団体は香港国家安全維持法に違反している疑いがあると親中派メディアの文匯報に報じられた。
2021年7月7日、中西区区議員を辞任した。同年10月8日、妻および猫2匹と共に香港を離れ、日本に移住した。
2023年4月に東京大学大学院総合文化研究科修士課程に入学し、それ以降在学している。

## 人物
香港の政治家では数少ない日本語話者であり、Twitter上では日本語で情報発信をしている。
また、幼少期からバスや鉄道、そして飛行機といった交通機関に興味関心を抱いており、バスファン・鉄道ファン・航空ファンとして知られる。